# Leopold Woitsch
Leopold Karl Woitsch (geboren am 20. Oktober 1868 in Ottensheim; gestorben am 6. Juni 1939 in Wien) war ein österreichischer Sinologe.

## Biografie
Leopold Woitsch promovierte 1893 in Astronomie. Von 1903 bis 1908 arbeitete er am österreichischen Konsulat in Tianjin und an der österreichischen Gesandtschaft in Peking, wo er Chinesisch und Mandschurisch lernte. Nach seiner Rückkehr nach Österreich wurde er 1909 zum Privatdozenten für chinesische Sprache ernannt und unterrichtete chinesische Sprache und Literatur sowie Mandschurisch. Er beschäftigte sich mit dem chinesischen, mandschurischen, tibetischen und mongolischen Wortschatz (Lexikografie und Lexikologie) sowie mit der Poesie aus der Zeit der Tang-Dynastie. Er befasste sich z. T. mit ähnlichen Themen wie Erwin Ritter von Zach, und einige seiner Schriften wurden von Zach scharf kritisiert. Woitsch machte eine Reihe von Verbesserungsvorschlägen zu dem Wörterbuch von Herbert A. Giles, die bei einer Neuauflage auch berücksichtigt wurden.
Aufgrund seiner fachlichen Isolation in Wien konnte Woitsch viele seiner Werke nicht veröffentlichen. Seine Manuskripte befinden sich an der Österreichischen Nationalbibliothek, darunter eine Edition des Liaozhai zhiyi, ein Mandschurisch-Lehrbuch (nach dem Qingwen qimeng 淸文啓蒙 / manju nikan hergen-i cing wen ki meng bithe ᠮᠠᠨᠵᡠ
ᠨᡳᡴᠠᠨ
ᡥᡝᡵᡤᡝᠨ ᡳ
ᠴᡳᠩ
ᠸᡝᠨ
ᡴᡳ
ᠮᡝᠩ
ᠪᡳᡨᡥᡝ), Arbeiten zu einem Mandschurisch-Wörterbuch (Thesaurus linguae mandschuricae secundum Ch’ing-wên-hoei-shu, d. h. Qingwen hui shu 淸文彙書 / manju isabuha bithe ᠮᠠᠨᠵᡠ
ᡳᠰᠠᠪᡠᡥᠠ
ᠪᡳᡨᡥᡝ) und eine Interpretation der chinesischen Oden mit besonderer Berücksichtigung der mandschurischen Übersetzung (über das Buch der Oden bzw. seine mandschurische Übersetzung han-i araha ubaliyambuha irgebun-i nomun ᡥᠠᠨ ᡳ
ᠠᡵᠠᡥᠠ
ᡠᠪᠠᠯᡳᠶᠠᠮᠪᡠᡥᠠ
ᡳᡵᡤᡝᠪᡠᠨ ᡳ
ᠨᠣᠮᡠᠨ aus dem Jahr 1769).
1938 musste Woitsch aufgrund seiner jüdischen Herkunft seine venia legendi zurücklegen.

## Werke
- Zum Pekinger Suhua. Peking, 1908.
- Einige Hsieh-Hou-Yü. Peking, 1908.
- Aus den Gedichten Po-Chü-I’s. Wien: 1908.
- Contributions a la connaissance du langage de Pékin. 2 Bde. Peking: Lazaristes, 1909/1912.
- Varia Sinica. Beiträge zur Kenntnis der Pekinger Umgangssprache. Wien: 1921.
- Albert Ehrenstein: Pe-Lo-Thien (Rezension). In: Asia Major 1924.1, S. 194–196.
- Grabschrift für den Trinker und Dichter. In: Asia Major 1924.1, S. 545–549.
- Beiträge zur Lexicographie des Chinesischen. In: Acta Orientalia 1921–1924.2, S. 218–234.
- Lieder eines chinesischen Dichters und Trinkers (Po Chü-i). Leipzig: Asia Major, 1925.